# Super Tempo
Super Tempo (スーパーテンポ) est un jeu vidéo de plates-formes sorti exclusivement sur Saturn le 29 avril 1998, uniquement au Japon. Le jeu a été développé par Red Company et édité par Media Quest. Il fait partie de la série Tempo, dont il constitue le troisième et dernier épisode.

## Accueil
Sega Saturn Magazine compare Super Tempo à Rayman, tout en précisant que ce dernier reste un meilleur choix sur Saturn, le titre d'Ubisoft proposant des graphismes plus riches et variés, un gameplay plus rapide et est surtout moins coûteux car disponible hors import.